# 文山会
文山会（ぶんさんかい）は、台湾台北市文山区に本拠を置くとされる黒社会組織、広域暴力団、天道盟の下部団体の一。活動地域は主に台湾台北市と新北市地区、総構成員は不明。
文山会は初代目盟主‧羅福助の直系が組織するので、初代目の時、文山会の本拠地はかつて天道盟の本部でした。

## 略史
羅福助は直系子分を招集して、文山会を創立します。(羅福助もとが台北市文山区の一帯暴力団・文山幇の大老です、文山会を創立して同じ名称を取ります、もある人が文山会が文山幇の制度を改めることだと思います。)
1994年3月、羅福助の直系子分と文山区一帶のヤクザに、台北市で文山会を創立します。しかも文山会の本拠地を設けて天道盟の本部になります。

## 最高幹部
- 会長：翁明勇 (通称「豆漿勇」)
- 副会長：不明
- 顧問：蘇春徳
- 顧問：莊學忠 (1999年入社、2004年逝去)
- 委員長：不明
- 興隆分会
- 文山分会：程洸揚
  - 分會長：王坤彬
- 行動組組長：蔡昇夆
  - 副組長：陳宏碁